# 2004 EP95
2004 EP95, também escrito como 2004 EP95, é um objeto transnetuniano que está localizado no Cinturão de Kuiper, uma região do Sistema Solar. Este corpo celeste é classificado como um cubewano. Ele possui uma magnitude absoluta de 7,1 e tem um diâmetro estimado com 167 km.

## Descoberta
2004 EP95 foi descoberto no dia 14 de março de 2004 pelo astrônomo Marc W. Buie.

## Órbita
A órbita de 2004 EP95 tem uma excentricidade de 0,035 e possui um semieixo maior de 43,767 UA. O seu periélio leva o mesmo a uma distância de 42,243 UA em relação ao Sol e seu afélio a 45,292 UA.